# Saison 1965-1966 de l'USM Blida
Maillots
Chronologie
Saison précédente Saison suivante
La saison 1965-1966 de l'Union sportive musulmane de Blida est la 4e saison du club en première division du championnat d'Algérie depuis l'indépendance de l'Algérie. Les matchs se déroulent dans le championnat d'Algérie et en Coupe d'Algérie.
Le championnat d'Algérie débute le  19 septembre 1963, avec la première journée de championnat. L'USMB se classe douzième de la compétition.

## Compétitions

### Championnat

#### Rencontres
Le tableau ci-dessous retrace dans l'ordre chronologique les 30 rencontres officielles jouées par l'USM Blida durant la saison. Les buteurs sont accompagnés d'une indication entre parenthèses sur la minute de jeu où est marqué le but et, pour certaines réalisations, sur sa nature (penalty ou contre son camp). Le bilan général de la saison est de 10 victoires, 8 matchs nuls et 12 défaites.
| Date            | Journée     | Adversaire     | Lieu | Score  | Buteur(s) pour l'USM Blida | Buteur(s) pour l'adversaire                              |
| --------------- | ----------- | -------------- | ---- | ------ | -------------------------- | -------------------------------------------------------- |
| MATCHES ALLER   |             |                |      |        |                            |                                                          |
| 19/09/1965      | 1re journée | SCM Oran       | Dom. | 1 – 1  | Baldo 28e                  | Mounir 38e                                               |
| 26/09/65        | 2e journée  | ES Sétif       | Ext. | 1 – 1  |                            |                                                          |
| 03/10/65        | 3e journée  | CR Belcourt    | Dom. | 0 – 4  | –                          | ?, ? ?                                                   |
| 10/10/65        | 4e journée  | MSP Batna      | Ext. | 1 – 0  |                            |                                                          |
| 17/10/65        | 5e journée  | ASM Oran       | Dom. | 2 – 3  | Bouak 87e 90e              | Pons 7e, Hasni 41e, Larbi 86e                            |
| 24/10/65        | 6e journée  | RS Kouba       | Ext. | 1 – 0  | –                          |                                                          |
| 07/11/65        | 7e journée  | USM Annaba     | Dom. | 2 – 1  |                            |                                                          |
| 21/11/65        | 8e journée  | JSM Skikda     | Ext. | 1 – 0* | Match arrêté               | Match arrêté                                             |
| 28/11/65        | 9e journée  | MC Oran        | Dom. | 1 – 4  | Sebkaoui 31e (pen.)        | Hassen 27e, Nair Hamida 43e, Freha 54e, Karim Hamida 85e |
| 05/12/65        | 10e journée | MO Constantine | Ext. | 1 – 0  | –                          |                                                          |
| 26/12/65        | 11e journée | ES Mostaganem  | Dom. | 2 – 1  |                            |                                                          |
| 02/01/66        | 12e journée | MC Saida       | Ext. | 3 – 0  | –                          | Kerroum 2e 50e, Sahraoui 72e                             |
| 09/01/66        | 13e journée | USM Sétif      | Ext. | 0 – 3  |                            | –                                                        |
| 16/01/66        | 14e journée | NA Hussein Dey | Dom. | 1 – 2  |                            |                                                          |
| 23/01/1966      | 15e journée | ES Guelma      | Dom. | 0 – 1  | –                          |                                                          |
| MATCHS RETOUR   |             |                |      |        |                            |                                                          |
| 30 janvier 1966 | 16e journée | SCM Oran       | Ext. | 3 – 2  | Ahmed Guerrache 47e 80e    | Sayeh 15e, Bouhizeb 22e, Ababou 69e                      |
| 13/02/66        | 17e journée | ES Sétif       | Dom. | 2 – 2  |                            |                                                          |
| 27/02/66        | 18e journée | CR Belcourt    | Ext. | 0 – 0  | –                          | –                                                        |
| 13/03/66        | 19e journée | MSP Batna      | Dom. | 0 – 0  | –                          | –                                                        |
| 27/03/66        | 20e journée | ASM Oran       | Ext. | 1 – 1  | Baldo 55e                  | Gomez 89e                                                |
| 03/04/66        | 21e journée | RS Kouba       | Dom. | 3 – 1  |                            |                                                          |
| 10/4/66         | 22e journée | USM Annaba     | Ext. | 2 – 1  | Ahmed Guerrache 43e        | Hadjou 44e 49e                                           |
| 17/4/66         | 23e journée | JSM Skikda     | Dom. | 0 – 0  | –                          | –                                                        |
| 08/5/66         | 24e journée | MC Oran        | Ext. | 0 – 1  | Bezza 10e                  | –                                                        |
| 15/8/66         | 25e journée | MO Constantine | Dom. | 0 – 0  | –                          | –                                                        |
| 22/05/66        | 26e journée | ES Mostaganem  | Ext. | 0 – 1  | Haddad 90e                 | –                                                        |
| 29/05/66        | 27e journée | MC Saida       | Dom. | 2 – 1  |                            |                                                          |
| 05/6/66         | 28e journée | USM Sétif      | Dom. | 2 – 0  |                            |                                                          |
| 12/6/66         | 29e journée | NA Hussein Dey | Ext. | 0 – 4  |                            | –                                                        |
| 19/6/66         | 30e journée | ES Guelma      | Ext. | 3 – 0  | –                          |                                                          |

### Journées 16 à 30

#### Classement final
Le classement est établi sur le barème de points suivant : une victoire vaut 3 points, un match nul 2 points et une défaite 1 point.
| Rang | Équipe          | Pts | J  | G  | N  | P  | Bp | Bc | Diff |
| ---- | --------------- | --- | -- | -- | -- | -- | -- | -- | ---- |
| 1    | CR Belcourt T C | 72  | 30 | 16 | 10 | 4  | 63 | 30 | +33  |
| 2    | ES Guelma       | 70  | 30 | 15 | 10 | 5  | 45 | 29 | +16  |
| 3    | SCM Oran P      | 66  | 30 | 12 | 12 | 6  | 41 | 36 | +5   |
| 4    | ASM Oran        | 65  | 30 | 15 | 5  | 10 | 52 | 34 | +18  |
| 5    | MC Oran         | 62  | 30 | 13 | 6  | 11 | 42 | 36 | +6   |
| 6    | ES Sétif        | 62  | 30 | 10 | 12 | 8  | 38 | 41 | -3   |
| 7    | RC Kouba P      | 61  | 30 | 11 | 9  | 10 | 46 | 52 | -6   |
| 8    | NA Hussein Dey  | 59  | 30 | 10 | 9  | 11 | 46 | 40 | +6   |
| 9    | MC Saïda        | 59  | 30 | 11 | 7  | 12 | 43 | 46 | -3   |
| 10   | MO Constantine  | 59  | 30 | 10 | 9  | 11 | 32 | 36 | -4   |
| 11   | USM Annaba      | 58  | 30 | 8  | 11 | 11 | 40 | 37 | +3   |
| 12   | USM Blida       | 58  | 30 | 10 | 8  | 12 | 34 | 37 | -3   |
| 13   | MSP Batna       | 57  | 30 | 9  | 9  | 12 | 40 | 40 | 0    |
| 14   | JSM Skikda P    | 56  | 30 | 9  | 8  | 13 | 29 | 39 | -10  |
| 15   | USM Sétif       | 50  | 30 | 7  | 6  | 17 | 26 | 53 | -27  |
| 16   | ES Mostaganem   | 48  | 30 | 6  | 6  | 18 | 29 | 61 | -32  |

Résultat
- Champion d'Algérie 1965-1966

Relégation
- Relégation en Nationale II 1966-1967

Abréviations
T : Tenant du titre

C : Vainqueur de la Coupe d'Algérie 1965-1966

P : Promus de Division d'Honneur 1964-1965

### Coupe d'Algérie

#### Rencontres
| Date             | Tour                       | Adversaire       | Stade (ville) | Résultat | Buteurs pour l'USMB |
| 22 novembre 1964 | Trente-deuxièmes de finale | Stade Aïn Benian | -             | 2-0      | -                   |
| 12 décembre 1964 | Seizièmes de finale        | OMR El Anasser   | Boufarik      | 2-1      | Baldo 65e           |

| Entraîneur :   |
| Smaïl Khabatou |

| Entraîneur :   |
| Smaïl Khabatou |